# Pure Love (phim)
Pure Love (tiếng Hàn: 순정; Romaja: Sunjeong), tên quốc tế Unforgettable (Không thể quên em), là một phim tình cảm buồn của Hàn Quốc ra mắt vào đầu năm 2016 vai chính do Do Kyung-soo (D.O. thành viên nhóm EXO) và nữ diễn viên Kim So-hyun đảm nhận.
Ngược dòng thời gian, nhìn lại tuổi thanh xuân tươi đẹp và nhớ về một ai đó trong kí ức đẹp đẽ… Pure Love (Tình đầu ngây thơ) là như thế. Tuổi 17 của họ cứ thế trôi qua rồi để lại những câu chuyện về tình bạn ngây ngô và cả mối tình đầu nồng nàn, dịu ngọt. Quá khứ ùa về khi bức thư được gửi từ 23 năm trước được lên sóng chương trình phát thanh trực tiếp. Diễn viên nữ trẻ Kim So Hyun vào vai Soo Ok - mối tình đầu thuần khiết của Beom Sil (Do Kyung Soo) trong dự án này.
Tuy sở hữu cốt truyện khá cũ về tuổi trẻ và mối tình đầu, tác phẩm này lại nhận được nhiều sự quan tâm của các khán giả trẻ bởi sự xuất hiện của nữ diễn viên trẻ đẹp Kim So Hyun và cậu chàng Do Kyung Soo. Dẫu vậy, Pure Love vẫn không phải là cái tên được chú ý tại phòng vé.

## Nội dung
Vào năm 2014, một DJ phát thanh nhận được một lá thư từ tình yêu đầu tiên của anh ấy, nó mang lại những kỷ niệm gần như bị lãng quên trong quá khứ.
23 năm trước vào năm 1991, năm người bạn cùng trải qua mùa hè với nhau. Một trong số họ, anh chàng nhút nhát và ngây thơ Beom-sil yêu Soo-ok. Beom-sil luôn luôn quan tâm đến Soo-ok và ngồi ở cửa sổ cô ấy trong suốt mùa hè. Soo-ok bị tật một chân không thể đi lại như bình thường được nên luôn nhờ tới Boem-sil. Tình yêu nở hoa và anh luôn coi cô là cô gái mà anh muốn kết hôn.

## Diễn viên
- Do Kyung-soo vai Bum-shil
- Kim So-hyun vai Soo-ok
- Lee David vai Gae-duk
- Joo Da-young vai Gil-ja
- Yeon Joon-seok vai San-dol
- Park Yong-woo vai Hyung-joon / Bum-shil trưởng thành
- Park Hae-joon vai Min-ho / San-dol trưởng thành
- Kim Ji-ho vai trưởng thành Gil-ja
- Lee Dae-yeon vai cha Soo-ok
- Park Choong-sun vai mẹ Bum-shil
- Hwang Young-hee vai mẹ Bum-shil
- Hwang Seok-jeong vai mẹ Gae-duk
- Park Jung-min vai Yong-soo
- Kim Kwon vai Young-il
- Kim Hyun vai người phụ nữ 1
- Yoon Jung-ro vai biên kịch Park
- Lee Beom-soo vai Yong-chul / Gae-duk trưởng thành

## Sản xuất
Phim bấm máy ngày 22 tháng 6 năm 2015 tại huyện Goheung, phía nam tỉnh Jeolla.

## Giải thưởng và đề cử
| Năm  | Giải                      | Hạng mục                       | Người nhận   | Kết quả   |
| ---- | ------------------------- | ------------------------------ | ------------ | --------- |
| 2016 | 52nd Paeksang Arts Awards | Nam diễn viên yêu thích (phim) | Do Kyung-soo | Đoạt giải |